# Wau Wau (Spiel)
Wau Wau ist ein Lernspiel in Form eines Buchstabenspiels und soll das Verständnis für Sprache und Rechtschreibung fördern.
Neben der deutschen Fassung wurde auch eine englische und französische Ausgabe entwickelt. Die Buchstaben auf den Spielkarten sind aus den Samen des Ahorns gebildet. Gegenüber bekannten Spielen wie Scrabble, Boggle etc. bietet Wau Wau eine höhere Flexibilität beim Spielen.

## Geschichte
Wau Wau wurde 2007 vom Ansbacher Land-Art-Künstler, Musiker und Autor Thomas Fitzthum vorgestellt. Das „Wau“ im Namen leitet sich vom englischen Wort „Wow“ ab und bildet lautlich eine Analogie zu Mau Mau. Seit 2011 wird das Spiel von der Diakonie Neuendettelsau hergestellt und vertrieben, bereits seit 2009 unterstützen Studierende der Hochschule Ansbach das Spiel.

## Spielverlauf

### Grundversion
Jeder Spieler erhält von den mit Buchstaben versehenen Karten acht Karten, die verbleibenden bilden einen Talon zum Ziehen. Von diesem Stapel wird die oberste Karte aufgedeckt. Es gilt nun, der reihe nach alle seine Spielkarten auf eine der folgenden Weisen abzulegen:
- ein Wort aus den erhaltenen Spielkarten bilden, wobei alle Wörter möglich sind, die in einem Wörterbuch (z. B. Duden) enthalten sind.
- durch Anlegen des oder der Buchstabe(n), die unmittelbar vor oder nach dem vom Zugstapel aufdeckten Buchstaben im Alphabet stehen.
- durch Anlegen an bereits gebildete Wörter.
- durch Umlegen der bereits abgelegten Buchstaben.
- durch Ziehen einer Karte vom Zugstapel und den restlichen eigenen Karten bzw. durch an-/umlegen.
- kann kein Wort mit eigenen Karten abgelegt bzw. ergänzt oder umgelegt werden, so muss man eine Karte ziehen und der nächste Spieler ist an die Reihe.
- hat man nur noch eine Karte, so wird dies den anderen Mitspielern durch ein „Wau“ mitgeteilt. Wird dies vergessen, so muss eine Karte gezogen werden.
- Beim Ablegen der letzten Karte wird dies den anderen Spielern durch ein „Wau Wau“ signalisiert. Wird dies vergessen, dann muss ebenfalls eine Karte gezogen werden.

Die Karte Q gilt als QU, Umlaute (Ä, Ö und Ü) können auch als Vokal (A, O, U) eingesetzt werden, jedoch nicht umgekehrt. Zusätzlich gibt es noch Joker-Karten, auf denen alle Buchstaben des Alphabets abgebildet sind. Die Joker können somit jeden beliebigen Buchstaben in einem Wort darstellen. Das Spiel ist beendet, wenn der Spieler, der zuerst alle Karten abgelegt hatte, erneut an der Reihe wäre. Für jede Karte, die nicht abgelegt werden konnte, erhält der Spieler einen Minuspunkt.

### Rechtschreibanfänger (Variante)
In dieser Spielvariante spielt man nicht gegeneinander, sondern miteinander. Die Regeln entsprechen der Grundversion, jedoch gibt es am Schluss keine Minuspunkte, in der letzten Runde sollen alle Karten aller Spieler abgelegt werden. Während des gesamten Spielverlaufs helfen sich die Spieler gegenseitig bei der Bildung von Wörtern.

### Punkte-Wau Wau (Variante)
Diese Version ähnelt Scrabble. Die abgelegten Buchstaben haben einen Punktewert, seltenere Buchstaben (z. B. Q = 3 Punkte) werden gegenüber häufigeren Buchstaben (z. B. B = 1 Punkt) höher bewertet. Die Regeln der Grundversion gelten ansonsten unverändert.